# Pierre Maurice
Pour les articles homonymes, voir Pierre Maurice (homonymie) et Maurice.
Pierre Maurice, né le 13 novembre 1868 à Allaman et mort le 25 décembre 1936 à Genève, est un musicien et compositeur suisse.

## Biographie
Fasciné, dès son enfance, par L'Africaine de Meyerbeer[réf. nécessaire], il prend ses premiers cours d'harmonie, à 17, ans avec Hugo de Senger. Au Conservatoire de musique de Genève il suit les cours de contrepoint et d'harmonie avec Émile Jaques-Dalcroze, et au Conservatoire de Paris avec Jules Massenet. Il étudie l'orchestration avec Gabriel Fauré. De retour en Suisse en 1899, il compose plusieurs opéras.

## Œuvres principales
Œuvre lyrique
- Le Calife Cigogne (1886)
- Le Drapeau Blanc (1902)
- Misé-Brun (1908)
- Lanval (1912)
- Arambel (1920), ballet pantomime
- La nuit tous les chats sont gris, opéra-comique (1921)
- Andromède (1923), drame lyrique
- La Vengeance du Pharaon (achevé en 1935), opérette

Mélodies
- Sept poésies chinoises (1925)

Musique orchestrale
- Pêcheurs d'Islande, suite symphonique (1895)
- Francesca da Rimini, poème symphonique (1899)